# ピンク・ジン・ライム
ピンク・ジン・ライム（Pink Gin and Lime）とは、冷たいタイプのロングドリンクに分類される、ジンをベースとするカクテルである。なお、ピンク・ジンと略してしまうと、別なカクテルになってしまうので、そのような省略を行ってはならない。このピンク・ジン・ライムは、イギリスで流行したことのあるカクテルとして知られている

。

## 標準的なレシピ
- ドライ・ジン ＝ 60ml
- アンゴスチュラ・ビターズ ＝ 4dash （約4ml）
- ライム・ジュース ＝ 2tsp （約10ml）

### 作り方
ドライ・ジン、アンゴスチュラ・ビターズ、ライム・ジュースを、ミキシング・グラスでステアして、クラッシュド・アイスを詰めたオールド・ファッションド・グラス（容量180ml程度）に注ぐ。最後に、ストローを添えれば完成である。

### 備考
ライム・ジュースは、飲む人の好みに応じて、その場でライムを絞ったもの（フレッシュ・ライム・ジュース）を使用する場合と、市販の加糖されたライム・ジュース（いわゆるコーディアル）を使用する場合とがある

。

## 材料が似たカクテルとの関係
以下は、材料は似ているものの、作り方などが異なっていて、単純にピンク・ジン・ライムのバリエーションのカクテルだとは言えないカクテルである。

### ピンク・ジンとの関係
ピンク・ジンという、名前が似たカクテルが存在する。材料は、上記の「標準的なレシピ」から、ライム・ジュースを抜いただけなのだが、ピンク・ジンは、基本的にシェークやステアによって、カクテル・グラスに作られるショートドリンクであって、ロングドリンクであるピンク・ジン・ライムとは意味が異なったカクテルなのである。

### ジン・アンド・ビターズとの関係
材料だけ見れば、オン・ザ・ロック・タイプのジン・アンド・ビターズに、ライム・ジュースを加えただけのようにも見えるが、まず、ジン・アンド・ビターズでは、アンゴスチュラ・ビターズをグラスに塗り、余った分は捨てるという点が異なっている。つまり、必要最低限しかアンゴスチュラ・ビターズを使用しないようにしているジン・アンド・ビターズとは、意味が異なったカクテルなのである。さらに、ピンク・ジン・ライムではクラッシュド・アイスを使用することからも、オン・ザ・ロック・タイプのジン・アンド・ビターズとは意味が異なったカクテルだと言える。

## 主な参考文献
- 今井 清 『カクテルブック』 ナツメ社 1988年4月20日発行 ISBN 4-8163-0667-6
- 福西 英三 『カラーブックス 563 カクテル入門』 保育社 1982年3月5日発行 ISBN 4-586-50563-X